# 101 chú chó đốm (phim 1996)
101 chú chó đốm (tựa gốc tiếng Anh: 101 Dalmatians) là một phim điện ảnh thuộc thể loại hài phiêu lưu năm 1996 của Mỹ. Đây là tác phẩm live action từ phiên bản hoạt hình năm 1961, đồng thời cũng là bản chuyển thể điện ảnh của cuốn sách Trăm linh một chú chó đốm do Dodie Smith sáng tác. Do Stephen Herek đạo diễn và John Hughes cùng Ricardo Mestres đồng sản xuất, bộ phim có sự góp mặt của các diễn viên Glenn Close, Jeff Daniels, Joely Richardson, Joan Plowright, Hugh Laurie, Mark Williams và Tim McInnerny. Ngoài ra, trái với phiên bản 1961, tất cả những con vật trong bộ phim này đều không được lồng tiếng.
101 chú chó đốm được phát hành vào ngày 27 tháng 11 năm 1996. Phim thu về tổng cộng 320 triệu USD so với kinh phí bỏ ra là 67 triệu USS, qua đó trở thành tác phẩm điện ảnh có doanh thu cao thứ sáu năm 1996. Close đã nhận được đề cử Giải Quả cầu vàng cho Nữ diễn viên phim ca nhạc hoặc phim hài xuất sắc nhất, trong khi bộ phim thì đem về đề cử Giải BAFTA cho Trang điểm và làm tóc xuất sắc nhất. Phần tiếp theo của tác phẩm, 102 Dalmatians, được phát hành vào ngày 22 tháng 11 năm 2000, trong đó Close và McInnerny đảm nhận lại vai diễn của họ. Sau đó, phần tiền truyện khởi động lại mang tên Cruella chính thức ra rạp vào tháng 5 năm 2021.

## Diễn viên
- Glenn Close vai Cruella de Vil
- Jeff Daniels vai Roger Dearly
- Joely Richardson vai Anita Campbell-Green-Dearly
- Joan Plowright vai Nanny
- Hugh Laurie vai Jasper
- Mark Williams vai Horace
- John Shrapnel vai Ông Skinner
- Tim McInnerny vai Alonzo
- Hugh Fraser vai Frederick
- Zohren Weiss as Herbert
- Brian Capron vao Phóng viên truyền hình
- Frank Welker vai Pongo và Perdy